# جوسی و پوسی‌کت
جوسی و پوسی‌کت یا جوسی و ملوس (به انگلیسی: Josie and the Pussycats) فیلمی محصول سال ۲۰۰۱ و به کارگردانی هری الفونت و دبورا کاپلان است. در این فیلم بازیگرانی همچون ریچل لی کوک، تارا رید، رزاریو داوسون، الن کامینگ، گابریل مان، پائولو کوستانزو، میسی پایل، پارکر پوزی، تام باتلر، دونالد فایسون، ست گرین، برکین مایر، کارسون دالی، آریس اسپیرز و یوجین لوی ایفای نقش کرده‌اند.